# Alexandru de Jülich
Alexandru I de Jülich (Alexandre de Juliers, Alexander van Gulik) a fost episcop de Liège între 1128 și 1134.
Ca episcop el a primit pe papa Inocențiu al II-lea, pe împăratul Lothar al III-lea al Germaniei și pe Bernard de Clairvaux. Ca principe, el a fost un războinic, participând la războaie alături de ducele Waleran al II-lea de Lotharingia și de Limburg și împotriva contelui Godefroi I de Louvain.